# Диклофенак
Диклофенак — похідне фенілоцтової кислоти, група нестероїдні протизапальні засоби. Має протизапальну, анальгезовану та жарознижувальну дію завдяки пригніченню синтезу простагландинів і зменшення таким чином усіх проявів запалення (болю, набряку, місцевої гіпертермії). Застосовується у вигляді ін'єкцій (75 мг/3,0 мл), таблеток (по 25 мг, 50 мг), свічок по 0,05 г та 0,1 г, зазвичай по 25-75 мг, пролонговані форми — капсули по 100—150 мг. Зовнішня лікарська форма — гель (1℅, 3 %, 5 %), та емульгель (Вольтарен).
Хімічна назва: диклофенак натрію — [2-(2,6-дихлоро-анілін)-феніл]оцтової кислоти натрієва сіль.

## Дослідження
Міжнародний проєкт Repurposing Drugs in Oncology (ReDO) виявив істотний протираковий ефект диклофенаку. Результати роботи опубліковані у січні 2016 року.

## Показання
Гострий ревматизм; ревматоїдний артрит; анкілозуючий спондилоартрит; артрози; первинна дисменорея; аднексит; запальні захворювання, які супроводжуються больовим синдромом.
Протипоказання — виразка шлунку, ерозивний гастрит.
Несумісний з антикоагулянтами непрямої дії. У разі застосування з ними може спровокувати кровотечі внаслідок порушень синтезу факторів згортання крові.

## Протипоказання
Гіперчутливість до препарату, ацетилсаліцилової кислоти або інших НПП (яка може виражатися нападами БА, кропив'янки або г. риніту);
Активна виразка шлунка або кишки, кровотеча або перфорація; запальні захворювання кишок (хвороба Крона, неспецифічний виразковий коліт тощо); печінкова недостатність (клас С за шкалою Чайлд-П'ю, цироз печінки та асцит); проктит;
Ниркова недостатність (кліренс креатиніну <30 мл/хв); застійна СН (NYHA II—IV);
Терапія післяопераційного болю після операцій на серці; лікування періопераційного болю при аорто-коронарному шунтуванні;
III триместр вагітності; період годування груддю;
Розчин для ін'єкцій — протипоказаний дітям;
Ішемічна хвороба серця; цереброваскулярні захворювання; захворювання периферичних артерій.

## Побічна дія
Біль в епігтральній ділянці, нудота, блювання, діарея, спазми в животі, диспепсія, здуття живота, анорексія, шлунково-кишкова кровотеча (гематемезис, мелена, діарея з домішкою крові), виразки шлунка і кишки, які супроводжуються або не супроводжуються кровотечею чи перфорацією, афтозний стоматит, глосит, зміни з боку стравоходу, виникнення діафрагмоподібних стриктур у кишці, неспецифічний геморагічний коліт, загострення неспецифічного виразкового коліту або хвороби Крона, запори, панкреатит;
Головний біль, запаморочення, виражене запаморочення, сонливість, порушення чутливості, включно з парестезіями, розлади пам'яті, дезорієнтація, безсоння, дратівливість, судоми, депресія, відчуття тривоги, нічні кошмари, тремор, психотичні реакції, асептичний менінгіт; порушення зору (помутніння зору, диплопія), порушення слуху, шум у вухах, порушення смакових відчуттів; шкірні висипання, кропив'янка, висипи у вигляді пухирів, екзема, мультиформна еритема, синдром Стівенса — Джонсона, синдром Лаєлла (гострий токсичний епідермоліз), еритродермія (ексфоліативний дерматит), випадання волосся, фоточутливі реакції; пурпура, у тому числі алергічна;
Щодо нирок — набряки, гостра ниркова недостатність, гематурія і протеїнурія, інтерстиційний нефрит; нефротичний синдром; папілярний некроз;
Підвищення активності АЛТ і АСТ, гепатит, що супроводжується або не супроводжується жовтяницею; тромбоцитопенія, лейкопенія, гемолітична анемія, апластична анемія, агранулоцитоз; АР, БА, системні анафілактичні/анафілактоїдні р-ції, включно з гіпотензією, васкуліт, пневмоніт; прискорене серцебиття, біль у грудях, артеріальна гіпертензія, застійна серцева недостатність.

## Синоніми
Cataflam, Zipsor, Diclofenac acid, Diclofenaco, Diclofenacum.
Алмірал, АРГЕТТ ДУО, Вольтарен (емульгель, супозиторії….), Диклак, Дикло-Ф, Диклоберл, Диклодев, Діклосейф, Долокс, Евінопон, Клодифен, Наклофен, Олфен (ТТС, …), Ортофен, Раптен, Солакутан, Дифталь (очні краплі), Уніклофен (очні краплі)

### Комбіновані
Arthrotec (Diclofenac/misoprostol)